# Чемпионат СССР по современному пятиборью среди женщин 1984
Всесоюзные соревнования по современному пятиборью среди женщин прошли в Львове с 22 по 25 июля 1984 года. Это был официальный турнир среди женщин, которые проводились под эгидой Федерации современного пятиборья СССР.
Соревнования награды разыгрывались только в личном первенстве. По итогам этих соревнований была сформирована сборная команда СССР для участия в Чемпионате мира в Копенгагене (Дания).

## Личное первенство
| Дисциплина        | Золото                                    | Серебро                                   | Бронза                                 |
| Личное первенство | Светлана Яковлева Вооруженные Силы Москва | Татьяна Чернецкая Вооруженные Силы Москва | Ирина Киселева Вооруженные Силы Москва |

- Итоговые результаты.

| Место | Спортсмен         | Республика, город, спортивное общество | Сумма очков |
| ----- | ----------------- | -------------------------------------- | ----------- |
| 1.    | Светлана Яковлева | Москва, «Вооруженные Силы»             | 5259        |
| 2.    | Татьяна Чернецкая | Москва, «Вооруженные Силы»             | 5102        |
| 3.    | Ирина Киселева    | Москва, «Вооруженные Силы»             | 4902        |